# Boyce Avenue
Boyce Avenue – amerykański akustyczny zespół rockowy. Zespół został założony w Sarasocie, mieście w USA przez braci Alejandro, Daniela i Fabiana Manzano. Nazwa zespołu pochodzi od dwóch ulic, na których bracia mieszkali w młodości. Od 9 sierpnia 2011 roku rozpoczęli pracę w swojej własnej niezależnej wytwórni 3 Peace Records.
Zespół został założony w 2004 roku, kiedy Daniel wrócił na Florydę po ukończeniu Prawa na Harvardzie. Alejandro i Fabian ukończyli zaś Uniwersytet Florydy.

## Dyskografia
Albumy:
- 2008: All You’re Meant To Be
- 2010: All We Have Left
- 2014: No Limits
- 2016: Road Less Traveled

## Członkowie
- Alejandro Manzano – wokal, gitara, pianino
- Fabian Manzano – gitara, wokal wspierający, keyboard
- Daniel Manzano – perkusja, gitara basowa, wokal wspierający, skrzypce
- Jason Burrows – perkusja (na koncertach)
- Stephen Hatker – perkusja (były członek)